# Balije Bohemen-Moravië
Bohemen-Moravië was een balije van de Duitse Orde.

## Ontstaan en groei van de balije
Het is niet duidelijk of de Duitsmeester ooit gezag had over de bezittingen van de Orde in Bohemen en Moravië omdat daarover geen gegevens bewaard zijn gebleven. In ieder geval werden de goederen van de Orde in 1233 in een balije ondergebracht. De balije werd toevertrouwd aan de commandeur van Praag, die daardoor landcommandeur werd. De stichting van de balije hing nauw samen meet de verovering van Pruisen door de Duitse Orde. De balije werd namelijk ter beschikking gesteld aan de landmeester van Pruisen, Herman Balk als economische ruggengraat voor de onderneming in Pruisen.
De Orde verwierf al vroeg in haar bestaan bezittingen in Praag, maar het tijdstip is onbekend. Hetzelfde geldt voor Opava (Duits: Troppau) in Moravië. 1207 bevestigde de paus het bezit van goederen in Řepin en in 1224 patronaatsrechten in Pilsen. In 1233 ruilde de landcommandeur goederen in Býčkovice (Duits: Pitschkowitz) in. In 1237 verwierf de Orde goederen in Moravský Krumlov (Duits: Mährisch Kromau) en Slavkov u Brna (Duits: Austerlitz, ook Neu-Sedlitz) en patronaatsrechtenn in Hostěradice (Duits: Hostraditz) en Rohoteř (Duits: Rhotowitz).
In 1241 werd de plaats Miletín verworven, waar 20 jaar later het halsgerecht werd verworven. De Orde kreeg in 1242 het dorp Drobovice (Duits: Drobowitz)  geschonken; hier ontstond vervolgens de grootste commanderij van de balije. In Polná (Duits: Polna), gelegen in de omgeving van Jihlava (Duits: Iglau) had de orde in 1242 patronaatsrechten en sinds 1249 ook in Ústí nad Labem (Duits: Aussig). Voor 1251 had de Orde een hospitaal overgenomen in Hradec Králové (Duits: Königgrätz).
Tot een van de belangrijkste vestigingen van de Duitse Orde zou zich Chomutov (Duits: Kommotau) ontwikkelen. In 1252 werd de stad aan de Orde geschonken en in 1261 werd het halsgerecht verworven. In de loop van de tijd kwamen daarbij goederen in Havlíčkův Brod (Duits: Deutschbrod) en Osová Bítýška (in de omgeving van Brno). Verder patronaatsrechten en een hospitaal in Jindřichův Hradec (Duits: Neuhaus) en patronaatsrechten in Deblín in Moravië. In 1302 verwierf de Orde patronaatsrechten, een hospitaal en een molen in Bílina (Duits: Bilin) en voor 1305 patronaatsrechten in Křenovice (Duits: Krenowitz). In al deze plaatsen stichtte de Orde in de loop der tijd commanderijen. De balije had uitgebreide bezittingen en had veel privileges. Hoewel de balije veel bijdroeg aan de veroveringen in Pruisen was er toch een overschot.

## Ondergang van de balije
De Orde verloor zijn zelfstandigheid onder koning Wenceslaus IV verloren. Nadat in 1393 was Albrecht van Duba landcommandeur was geworden, verslechterde de toestand verder. Hij voerde strijd tegen Saksen en zelfs na zijn afzetting bleef hij voor onrust zorgen. Bezittingen gingen verloren aan adellijke heren, zoals voor 1410 de commanderij Austerlitz. Na de nederlaag van de Orde in de slag bij Tannenberg (1410) eiste koning Wenceslaus IV geld voor de betaling van geleverde Boheemse soldaten. Ook militaire leiders eisten betaling en legden beslag op de bezittingen van de Orde. De koning confisqueerde uiteindelijk de rijke commanderijen Austerlitz, Drobowitz en Komotau en schonk ze aan zijn gunstelingen. De Orde slaagde er slechts in de priesterconventen te behouden in Pilsen, Neuhaus, Křenovice, Austerlitz, Hosterlitz, Hrotovice, Deblin, Troppau, Jägerndorf en Opavice. Deze conventen gingen ten onder in de strijd rond de Hussieten. Tot in het begin van de zestiende eeuw waren er nog titulaire landcommandeurs, maar de balije bestond niet meer.

## Commanderijen omstreeks 1400
- Praag
- Aussig (Ústí nad Labem)
- Austerlitz (Slavkov u Brna)
- Bilin (Bílina)
- Deblin (Deblín)
- Deutsch-Brod (Havlíčkův Brod)
- Drobowitz (Drobovice)
- Hostraditz (Hostěradice)
- Königgrätz (Hradec Králové)
- Komotau (Chomutov)
- Krenowitz (Křenovice)
- Mährisch Kromau (Moravský Krumlov)
- Miletín
- Neuhaus (Jindřichův Hradec)
- Osová Bítýška
- Pilsen
- Pitschkowitz (Býčkovice)
- Polna (Polná)
- Řepin
- Rhotowitz (Rohoteř)
- Troppau (Opava)